# Localidad poblada (Chile)

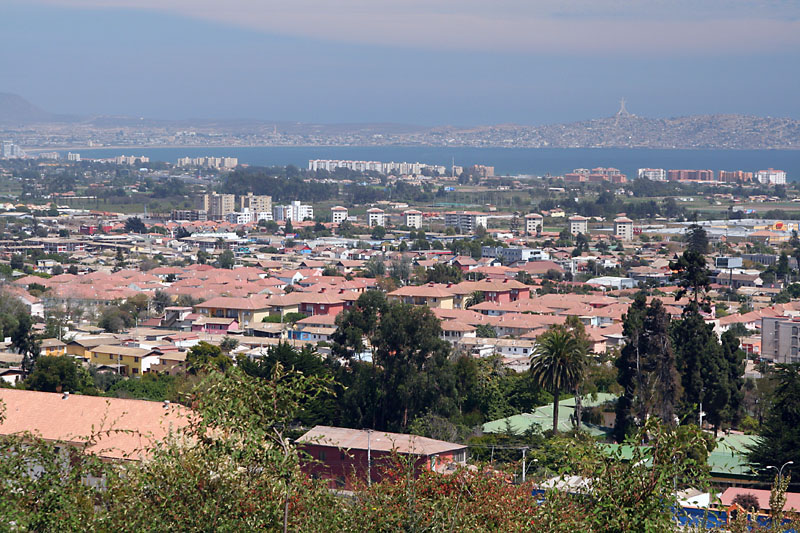
Ciudad de La Serena, perteneciente al área metropolitana de la conurbación La Serena-Coquimbo, ubicada en la provincia de Elqui, en la Región de Coquimbo.

Una localidad poblada, en geografía, hace referencia al «ámbito territorial con nombre propio» donde se encuentran ubicados asentamientos humanos, pero que no necesariamente definen «tipos de asentamientos ni categorías censales». En una «localidad poblada» puede haber una o más entidades de población.